# Прем'єр-ліга (Джибуті)
Прем'єр-ліга (Джибуті)  — змагання з футболу з-поміж клубів Джибуті, в ході якого визначається чемпіон країни й представники міжнародних клубних змагань.

## Переможці по роках
- 1987 : «Естеблішманеннс Меріль»
- 1988 : СДЕ Колас
- 1989 : Не відбувся
- 1990 : Не відбувся
- 1991 : «Аеропорт»
- 1992 : Не відбувся
- 1993 : Не відбувся
- 1994 : «Форс Насьональ де Поліс»
- 1995 : «Форс Насьональ де Поліс»
- 1996 : «Форс Насьональ де Поліс»
- 1997 : «Форс Насьональ де Поліс»
- 1998 : «Форс Насьональ де Поліс»
- 1999 : «Форс Насьональ де Поліс»
- 2000 : «СДЕ Колас»
- 2001 : «Форс Насьональ де Поліс»
- 2001–02 : «АС Боре»
- 2002–03 : «Жандармері Насьональ»
- 2003–04 : «Жандармері Насьональ»
- 2004–05 : «СДЕ Колас»
- 2005–06 : «Сосьєд Імобільє де Джибуті» (СІД)
- 2007 : «СДЕ Колас»
- 2007–08 : «Сосьєд Імобільє де Джибуті» (СІД)
- 2008–09 : «Джибуті Телеком»
- 2009–10 : «АС Порт»
- 2010–11 : «АС Порт»
- 2011–12 : «АС Порт»
- 2012–13 : «Джибуті Телеком»
- 2013–14 : «Джибуті Телеком»
- 2014–15 : «Джибуті Телеком»
- 2015–16 : «Джибуті Телеком»
- 2016–17 : «Джибуті Телеком»
- 2017–18 : «Джибуті Телеком»[1]
- 2018–19 : «АС Порт»

## Переможці за кількістю чемпіонств
| Клуб                                                                  | Місто           | Титули | Останній титул |
| --------------------------------------------------------------------- | --------------- | ------ | -------------- |
| «Форс Насьональ де Поліс» (У тому числі й «Форс Насьональ Сек'юриті») | Джибуті (місто) | 7      | 2001           |
| «Джибуті Телеком»                                                     | Алі-Сабех       | 7      | 2017–18        |
| СДЕ Колас                                                             | Джибуті (місто) | 4      | 2007           |
| «АС Порт»                                                             | Джибуті (місто) | 4      | 2018–19        |
| «Жандармері Насьональ»                                                | Джибуті (місто) | 2      | 2003–04        |
| «Сосьєд Імобільє де Джибуті»                                          | Картілех        | 2      | 2007–08        |
| «АС Боре»                                                             | Джибуті (місто) | 1      | 2001–02        |
| «АС Аеропорт»                                                         | Джибуті (місто) | 1      | 1991           |
| «Естеблішманеннс Меріль»                                              | Джибуті (місто) | 1      | 1987           |

## Найкращі бомбардири
| Рік     |         | Найкращий бомбардир | Команда                          | Голи |
| 1988    |         | Іфтім               | АСПМ                             | 12   |
| 2002–03 | Джибуті | Саїд Хассан         | «Жандармері Насьональ»           | 13   |
| 2003–04 | Єгипет  | Ахмед Галал         | «Тоталь»                         | 7    |
| 2008–09 | Джибуті | Лібан Мохамед       | «Жюлле Батал»                    | 22   |
| 2009–10 | Джибуті | Аден Шармакех       | «АС Порт»                        | 19   |
| 2011–12 | Джибуті | Магді Галал         | «АС Порт»                        | 20   |
| 2013–14 | Джибуті | Лібан Мохамед       | «Жюлле Батал» «Гарді Републікан» | 20   |